# Kasalice

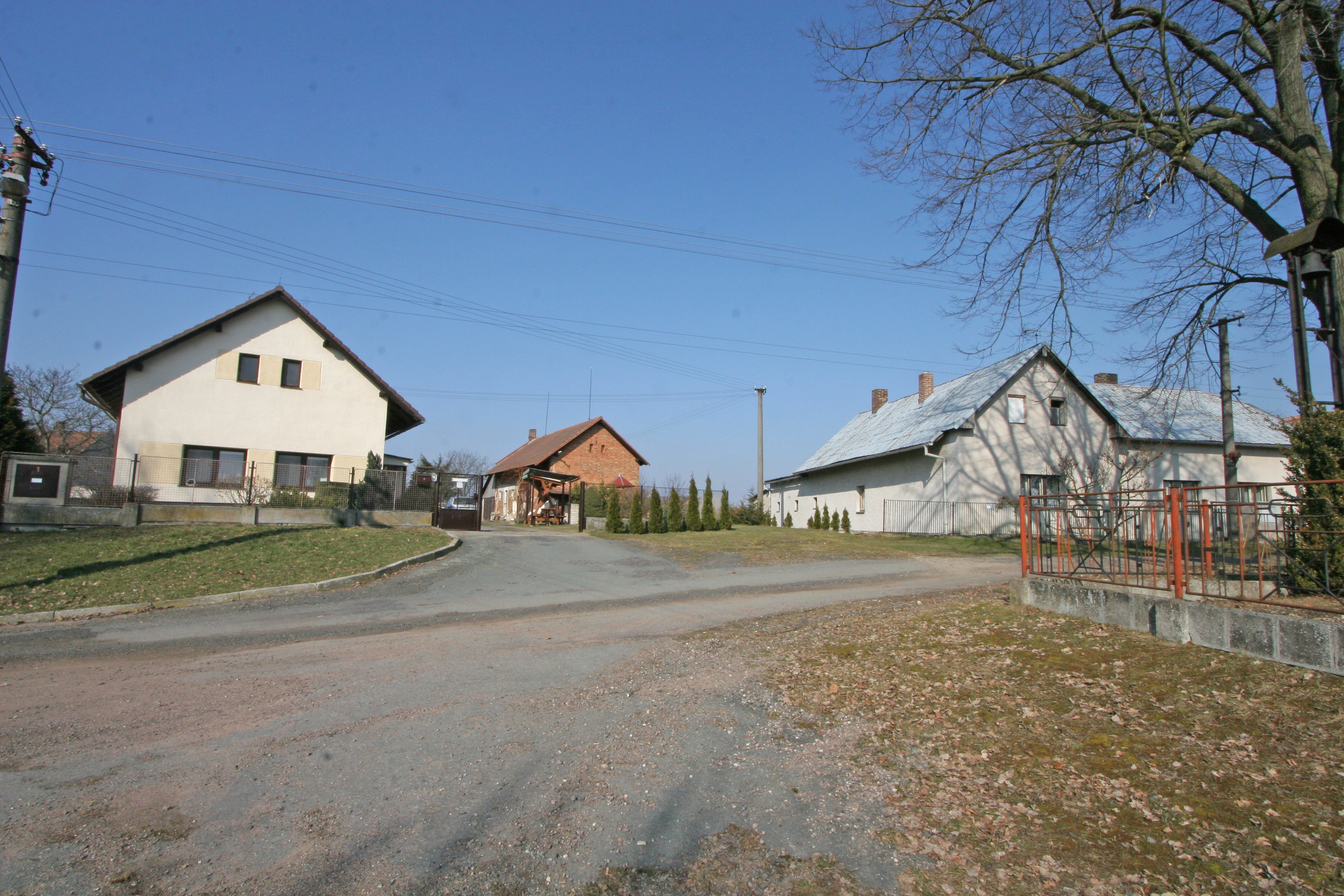
Ortszentrum

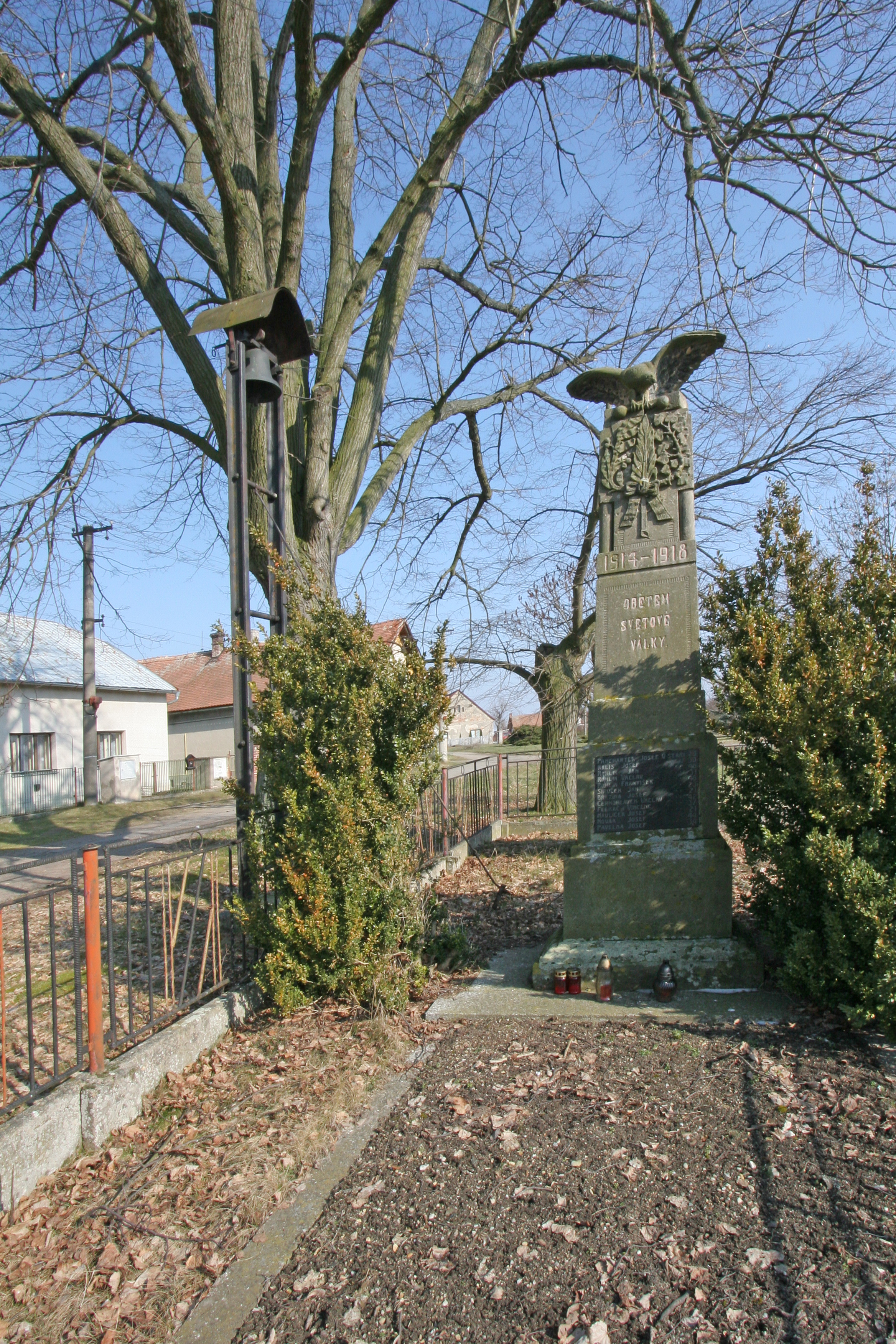
Gefallenendenkmal und Dorfglocke

Kasalice (deutsch Groß Kasalitz, auch Groß Kassalitz bzw. Ober Kasalitz) ist eine Gemeinde in Tschechien. Sie liegt 15 Kilometer nordwestlich des Stadtzentrums von Pardubice und gehört zum Okres Pardubice.

## Geographie
Kasalice befindet sich auf einer im Norden und Osten vom Bach Bukovka bzw. Struha umflossenen Anhöhe auf der Dobřenická plošina (Dobrzenitzer Hochfläche). Im Ort entspringt der Bach Kasalický potok. Durch Kasalice führt die Staatsstraße II/323 zwischen Rohovládova Bělá und Roudnice. Nördlich erhebt sich der Medenec (281 m n.m.) und die Velká Dorota (292 m n.m.).
Nachbarorte sind Obědovice und Michnovka im Norden, Pravy, Osičky und Rohoznice im Nordosten, Dolany und Křičeň im Osten, Habřinka und Bukovka im Südosten, Rohovládova Bělá im Süden, Vyšehněvice, Sopřeč, Žáravice und Amerika im Südwesten, Ve Střídmí, Třídeň, Voleč und Na Obci im Westen sowie Kasaličky im Nordwesten.

## Geschichte
Die älteste Erwähnung des Dorfes Kasalice erfolgte 1372 als Besitz des Bernard von Cimburg auf Blatník; diese bezieht sich jedoch auf das heutige Kasaličky. 
Der andere Anteil – das heutige Kasalice – gehörte anderen Grundherren. Er wurde erstmals am 21. Februar 1402 erwähnt als Sitz des Diviš Mrzák von Kasalice und Miletínek, den die Brüder Ješek und Jindřich, genannt Pískle von Jaroslaw, in eine Gütergemeinschaft auf ihr Gut Jaroslav aufnahmen. 1410 wurde ein Jiřík von Kasalice im Rahmen einer gerichtlichen Auseinandersetzung erwähnt. Diviš Mrzák und seine Frau Machna hatten fünf Söhne: Diviš Bořek, Petr, Vaněk, Jetřich und Ondřej. Diviš Bořek schloss sich 1420 den Orebiten an und wurde zum Feldhauptmann der Hussiten, sein Gut Kasalice übertrug er seinem Bruder Jetřich.
Nachdem 1421 das Kloster Opatovice von den Hussiten unter Diviš Bořek von Miletínek geplündert und niedergebrannt worden war, bemächtigte sich dieser der ausgedehnten Besitzungen. Im Jahre 1436 überschrieb König Sigismund große Teile des ehemaligen Klosterbesitzes als Entlohnung seiner treuen Dienste in der Schlacht bei Lipan für 4500 Schock Böhmische Groschen an Diviš Bořek, der daraus die Herrschaft Pardubice mit Sitz auf der Kunburg bildete, in die auch das Gut Kasalice einfloss. 1437 erbte Diviš´ Sohn Soběslav Mrzák von Miletínek die Herrschaft, 1464 erwarb sie König Georg von Podiebrad von der überschuldeten Familie von Miletínek. Am 5. April 1465 überschrieb Georg von Podiebrad die Herrschaft seinen Söhnen Viktorin, Heinrich d. Ä. und Hynek von Münsterberg, die Kasalice bis 1491 besaßen. Zum Ende des 15. Jahrhunderts lag Kasalice wüst. 1521 erwarb Wilhelm von Pernstein das Gut von den beiden Schwestern Kasalický von Jičínoves und vereinigte es wieder mit der Herrschaft Pardubitz. Er vererbte im selben Jahr seine böhmischen Güter seinem jüngeren Sohn Vojtěch, nach dessen Tod fielen sie 1534 seinem Bruder Johann zu. Dieser hinterließ 1548 seinem Sohn Jaroslav hohe Schulden. Am 21. März 1560 veräußerte Jaroslav von Pernstein die gesamte Herrschaft Pardubitz an König Ferdinand I. Dessen Nachfolger Maximilian II. übertrug die Verwaltung der königlichen Herrschaften der Hofkammer. Diese ließ die Herrschaft Pardubitz durch ein System von 24 Rychta (Scholtiseien) neu organisieren. Im Jahre 1588 übte der Rychtář in Bělá die niedere Gerichtsbarkeit für Kasalice aus. In der zweiten Hälfte des 18. Jahrhunderts erhielt Kasalice einen eigenen Rychtář. 1808 erfolgte der Bau eines neuen steinernen Forsthauses.
Im Jahre 1835 bestand das im Chrudimer Kreis gelegene Dorf Ober-Kasalitz bzw. Groß-Kasalitz aus 17 Häusern, in denen 122 Personen, darunter eine protestantische Familie, lebten. Im Ort gab es ein Forsthaus. Dem Gemeindegericht unterstand auch Unter-Kasalitz. Pfarrort war Biela. Bis zur Mitte des 19. Jahrhunderts blieb Ober-Kasalitz der k.k. Kameralherrschaft Pardubitz untertänig.
Nach der Aufhebung der Patrimonialherrschaften entstand 1849 die aus den Ortsteilen Velké Kasalice und Malé Kasalice bestehende Gemeinde Kasalice im Gerichtsbezirk Přelauč. Kaiser Franz Joseph I. verpfändete die k. k. Kameralherrschaft Pardubitz im Jahre 1855 als Staatsschuldverschreibung an die Oesterreichische Nationalbank, die die Herrschaft am 25. Juni 1863 an die k. k. privilegierte Österreichische Credit-Anstalt für Handel und Gewerbe verkaufte. 1866 kaufte der Großindustrielle Heinrich Drasche die Grundherrschaft Pardubitz. Ab 1868 gehörte die Gemeinde zum Bezirk Pardubitz. 1869 hatte Velké Kasalice 166 Einwohner und bestand aus 30 Häusern. Am 18. Juni 1881 kaufte Richard von Drasche-Wartinberg für 2.080.000 Gulden die Grundherrschaften Pardubitz und Kunětická Hora aus der väterlichen Erbmasse. Im Jahre 1900 lebten in Velké Kasalice  192 Menschen, 1910 waren es 191. Nach der Gründung der Tschechoslowakei wurde im Zuge der Bodenreform von 1920 der Großgrundbesitz der Familie Drasche-Wartinberg konfisziert und aufgeteilt. Seit 1924 führt der Ortsteil Velké Kasalice den Namen Kasalice und Malé Kasalice den Namen Kasaličky. Ende der 1920er Jahre löste sich Kasaličky los und bildete eine eigene Gemeinde. 1930 hatte Kasalice 163 Einwohner. Im Jahre 1949 wurde Kasalice dem Okres Přelouč zugeordnet, seit 1960 gehört die Gemeinde wieder zum Okres Pardubice. 1964 erfolgte die Eingemeindung von Kasaličky und Pravy. Am 24. November 1990 löste sich Pravy wieder los. Beim Zensus von 2001 lebten in den 77 Häusern der Gemeinde 191 Personen; der Ortsteil Kasalice bestand aus 46 Häusern und hatte 150 Einwohner.

## Gemeindegliederung
Die Gemeinde Kasalice besteht aus den Ortsteilen Kasalice (Groß Kasalitz) und Kasaličky (Klein Kasalitz), die zugleich auch Katastralbezirke bilden.

## Sehenswürdigkeiten
- Gedenkstein für die Gefallenen des Ersten Weltkrieges, auf dem Dorfplatz
- Schmiedeeiserner Glockenbaum
- Steinernes Kreuz